# Tokonoma

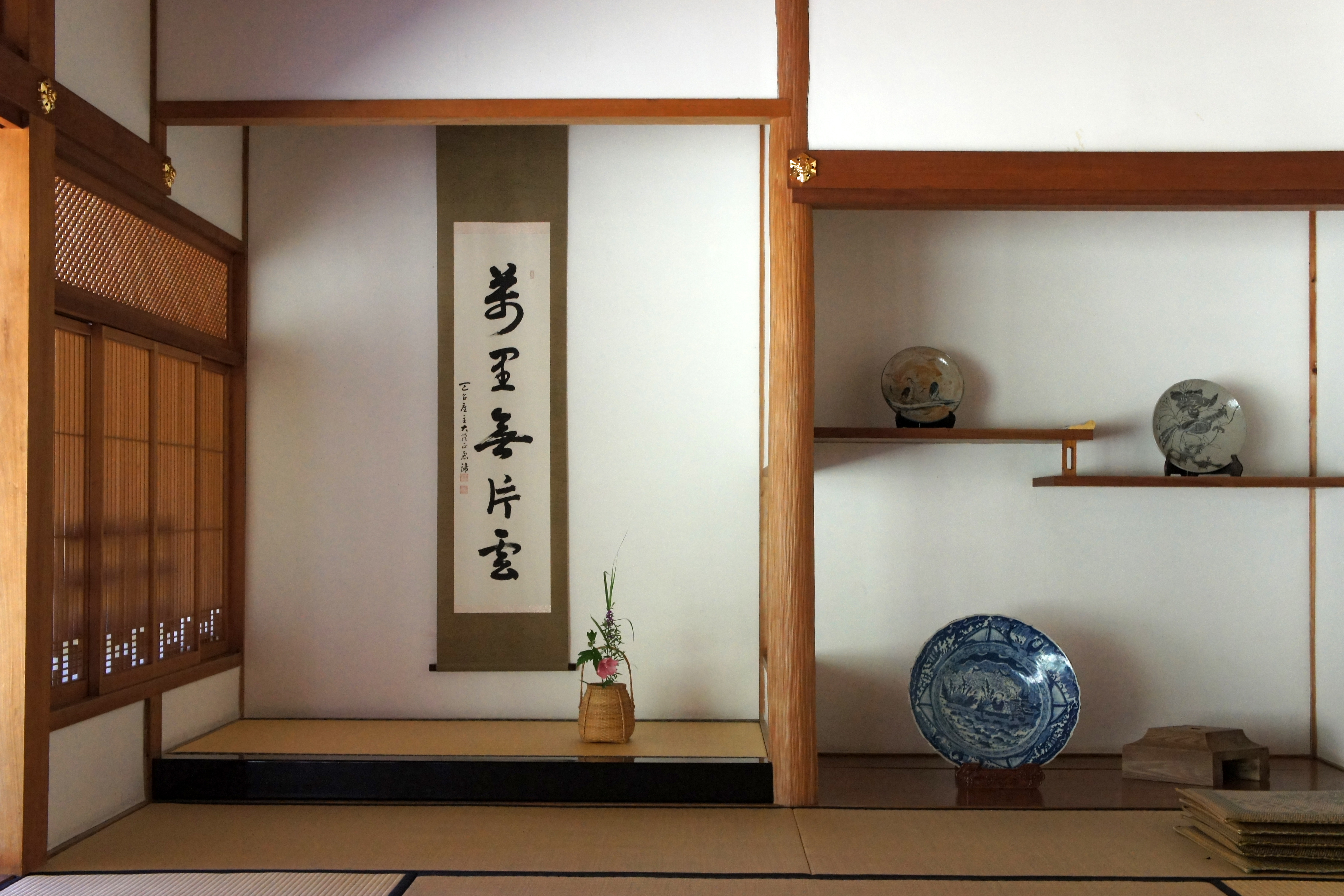
Tokonoma có cuộn tranh treo và cắm hoa ikebana.

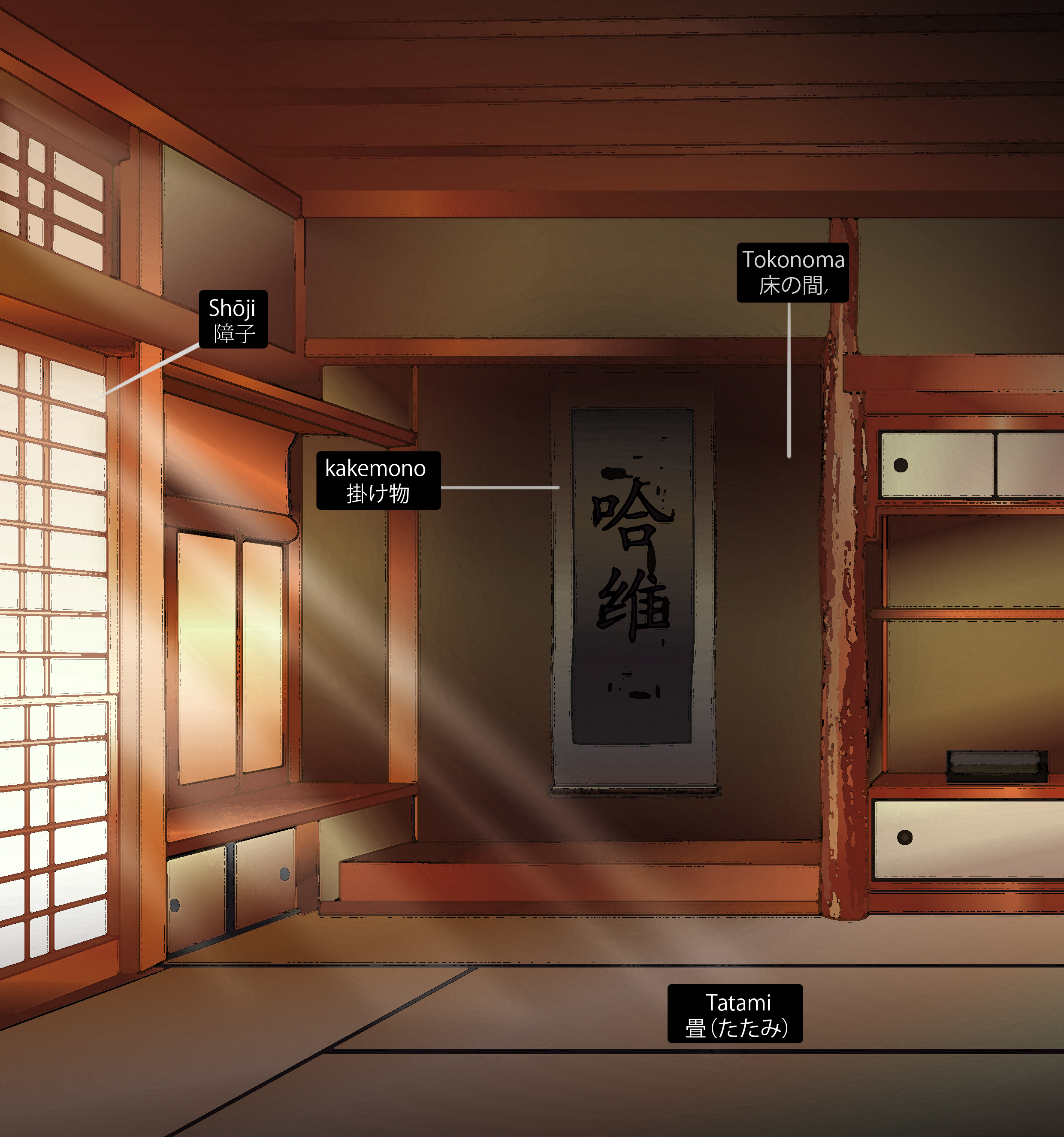
Cái nhìn chi tiết về Tokonoma cùng các khía cạnh của một gian phòng Nhật Bản.

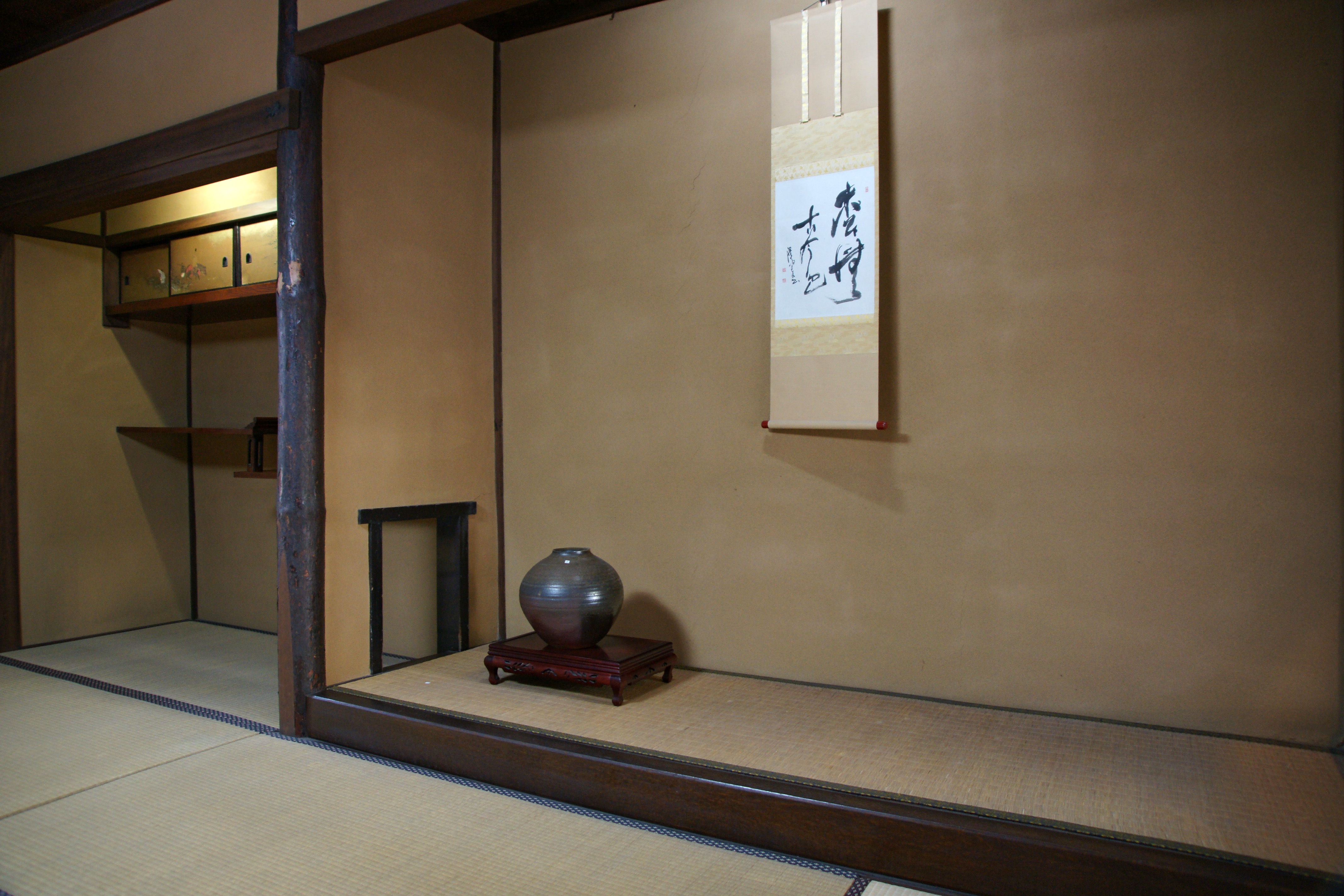
Nhìn từ phía bên của tokonoma.

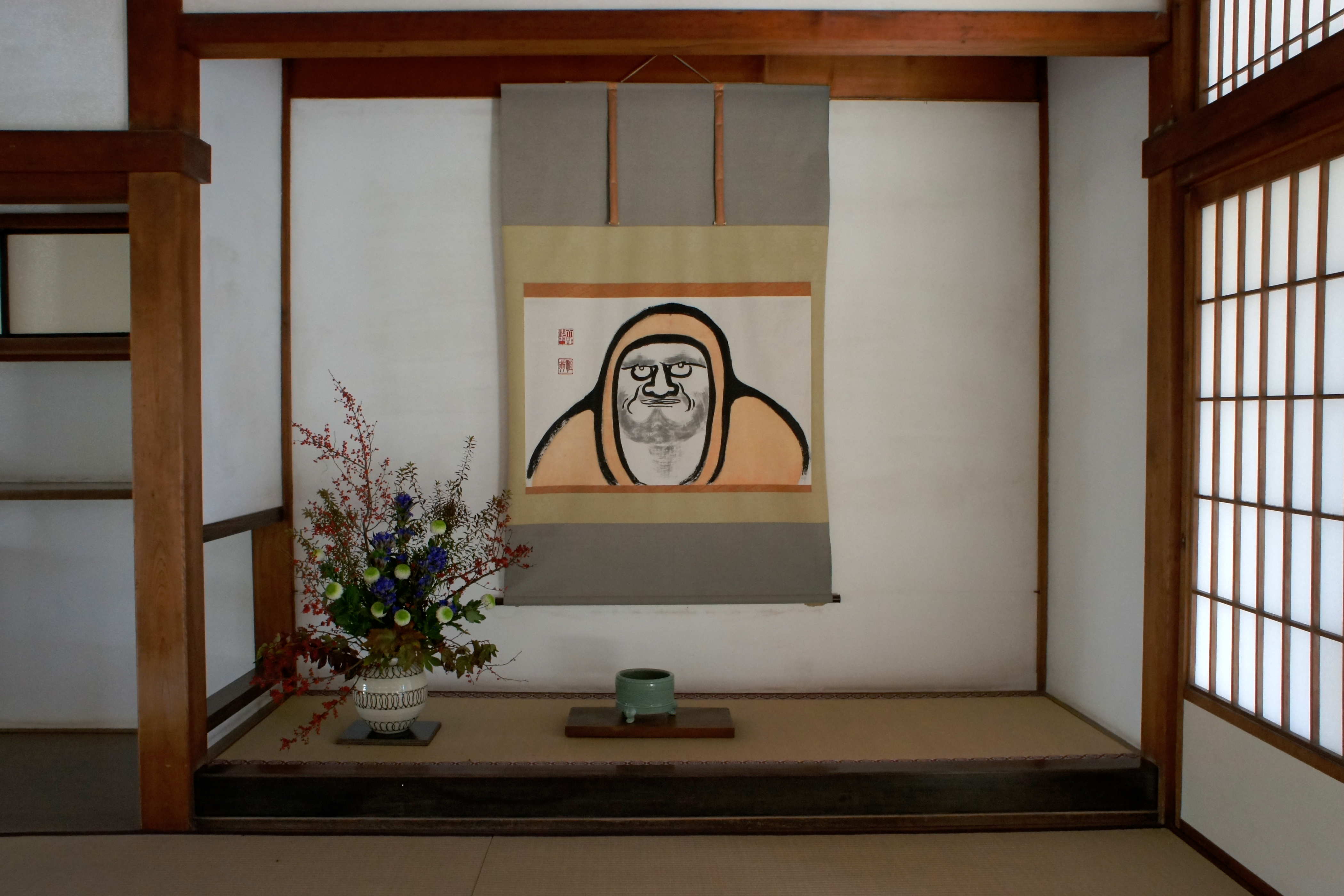
Tokonoma ở Thiên Long tự.

Tokonoma (床の間), gọi tắt là toko (床 (sàng)), là kiểu góc tường hõm vào trong phòng tiếp khách kiểu Nhật, dùng để trưng bày các vật dụng có giá trị nghệ thuật.

## Lịch sử
Có hai giả thuyết về tiền thân của thiết kế tokonoma: thứ nhất là nó bắt nguồn từ cấu trúc phòng ốc của shinden-zukuri, một kiểu kiến trúc phát triển rực rỡ từ thời Bình An (794–1185), đến thời Thất Đinh (1336–1573) thì suy tàn; thứ hai là nó bắt nguồn từ cấu trúc của các thiền viện thời Liêm Thương (1185–1333). Gian phòng của thiền viện có một loại bảng gọi là oshiita (押板 (áp bản)) dùng trưng bày các đồ vật trên bàn thờ Phật như: chân đèn, lư hương và lọ hoa. Bức tường phía sau oshiita dùng treo tranh Phật giáo. Giả thuyết thứ hai cho rằng thiết kế oshiita cùng bức tường phía sau đã phát triển thành  thiết kế tokonoma kiểu shoin-zukuri vào thời Thất Đinh.
Kiến trúc shoin-zukuri là một phong cách phát triển trong thời Thất Đinh ở Nhật Bản, trong kiểu kiến trúc này thì tokonoma được dùng làm trang trí trong gian phòng, chủ nhà ngồi trước tokonoma để tiếp khách. Tuy nhiên, trong trường hợp có những vị khách quý thì chủ nhà bắt họ ngồi trước tokonoma nhằm thể hiện sự khiêm tốn.

## Đặc trưng
Đồ vật thường được trưng bày trong tokonoma là tranh thư pháp, tranh cuộn và cắm hoa ikebana. Ngoài ra bồn tài và okimono cũng rất phổ biến - mặc dù theo truyền thống thì người ta không coi bồn tài là xứng đáng để trưng bày ở góc trang nghiêm như tokonoma. Tokonoma là yếu tố thiết yếu trong trang trí nội thất truyền thống của Nhật Bản. Từ toko có nghĩa đen là "sàn"; ma có nghĩa là "gian".
Khi cho khách ngồi trong phòng kiểu Nhật, phép tắc chuẩn là xếp vị khách quan trọng nhất ngồi gần tokonoma nhất vì đây là chỗ xa lối vào, vị trí này được gọi là kamiza. Việc bước chân vào bên trong chỗ này là rất kiêng kị, trừ khi cần thay đổi trưng bày, khi đó sẽ phải tuân theo nghi thức nghiêm ngặt.
Cây cột nằm bên cạnh tokonoma được gọi là toko-bashira (床柱 (sàng trụ)), thường làm bằng gỗ. Cột có thể chỉ là một thân cây thô ráp vẫn còn dính vỏ cây, cho đến loại hình vuông có tâm gỗ rất thẳng. Việc lựa chọn toko-bashira quyết định mức độ trang trọng của tokonoma.
Kiến trúc sư người Mĩ Frank Lloyd Wright chịu ảnh hưởng của kiến trúc Nhật Bản. Ông đã dịch ý nghĩa của tokonoma sang phiên bản phương Tây của nó là lò sưởi. Cử chỉ này đã trở thành một cốt lõi nghi lễ trong kiến trúc của ông.